# 山口颯斗
山口 颯斗（やまぐち はやと、1998年〈平成10年〉10月1日 - ）は、日本のプロバスケットボール選手。栃木県鹿沼市出身。ポジションはシューティングガード/スモールフォワード。B.LEAGUE・長崎ヴェルカ所属。

## 来歴
鹿沼市立西中学校から正智深谷高校を経て筑波大学に進学。1年からインカレ出場。3年次にはインカレ優勝を果たし優秀選手賞を受賞。
大会後、地元の宇都宮ブレックスにて特別指定選手として契約するが新型コロナウイルス感染症の流行などにより試合出場は叶わなかった。
4年次のインカレは準優勝に終わるも敢闘賞と得点王をダブル受賞。
大会後にレバンガ北海道と特別指定選手契約を結び、2021年4月の卒業に合わせて正式契約。主力としてプレーするほか、公式TikTok部 部長に就任するなど活躍する。
2022-23シーズンより茨城ロボッツに移籍。2023-24シーズンは52試合に出場し、平均10.9得点4.6リバウンド2.4アシストを記録するなど主力選手として活躍し、チームのB1残留に大きく貢献した。
2024-25シーズンから、より良い環境を求めて長崎ヴェルカに移籍した。
2024年11月21日のFIBAアジアカップ2025の予選 Window2のモンゴル戦で初めて日本代表メンバーに選出される。

## 人物
- 中学の同級生にプロ野球・埼玉西武ライオンズの今井達也がいる[11]。

- 過去実業団の選手だった父親は宇都宮市内のバスケスクールで指導しており、中学時代は部活とスクールで力を付けた[12]。

- 小学生の頃は肥満型で、高身長の父親が将来自分のように背が高くなると見込んで食べさせていたためだった。高校に入って一気に痩せ、卒業するころの体重は74kgだった[12]。

- 教員免許や日本バスケットボール協会公認D級コーチの資格を所持している[1]。

## 経歴
- 鹿沼市立西中学校
- 正智深谷高
- 筑波大
- 宇都宮（2020年1月〜5月）
- 北海道（2020年12月〜2021年3月）
- 北海道（2021年〜2022年）
- 茨城（2022年〜2024年）
- 長崎（2024年～）

## 個人成績
| シーズン   | チーム | GP | GS | MPG   | FG%  | 3P%  | FT%  | RPG | APG | SPG | BPG | TO  | PPG  |
| ---------- | ------ | -- | -- | ----- | ---- | ---- | ---- | --- | --- | --- | --- | --- | ---- |
| B1 2019-20 | 宇都宮 | 0  | 0  | 00:00 | .000 | .000 | .000 | 0   | 0   | 0   | 0   | 0   | 0    |
| B1 2020-21 | 北海道 | 27 | 19 | 22:24 | .415 | .306 | .772 | 3.5 | 0.9 | 0.5 | 0.2 | 1.1 | 8.6  |
| B1 2021-22 | 北海道 | 56 | 55 | 26:31 | .356 | .323 | .788 | 3.3 | 2   | 0.8 | 0.3 | 1.1 | 6.9  |
| B1 2022-23 | 茨城   | 59 | 54 | 22:46 | .426 | .303 | .759 | 4.2 | 1.6 | 0.5 | 0.1 | 1.2 | 8.4  |
| B1 2023-24 | 茨城   | 52 | 33 | 27:36 | .434 | .354 | .793 | 4.6 | 2.4 | 0.7 | 0.2 | 1.5 | 10.9 |
| B1 2024-25 | 長崎   | 60 | 38 | 25:49 | .414 | .367 | .580 | 3.0 | 1.4 | 0.6 | 0.3 | 1.0 | 6.8  |